# صوفیا زنچنکو
صوفیا زنچنکو (اوکراینی: Sofiya Zenchenko؛ زادهٔ ۱۰ ژوئیهٔ ۱۹۹۷) وزنه‌بردار زن اهل اوکراین است.
او مدال برنز وزن ۶۳ کیلوگرم را در بازی‌های المپیک تابستانی جوانان ۲۰۱۴ به دست آورد.